# Anadara bifrons
Anadara bifrons – gatunek morskiego, osiadłego małża z rodziny arkowatych (Arcidae).
Muszla o wymiarach: długość 5,2 cm, wysokość 2,9 cm. Żyje na głębokości od 9 metrów do 90 metrów. Odżywia się planktonem.
Występuje od Zatoki Kalifornijskiej po Ekwador.